# پانچیا
پانچیا (به ایتالیایی: Panchià) یک کومونه در ایتالیا است که در ترنتینو واقع شده‌است.

## خصوصیات
پانچیا ۲۰٫۲ کیلومترمربع مساحت و ۷۱۸ نفر جمعیت دارد و ۹۸۱ متر بالاتر از سطح دریا واقع شده‌است.